# كأس الخليج العربي 10
أقيمت بطولة كأس الخليج العاشرة في دولة الكويت، من تاريخ 21 فبراير 1990 إلى 9 مارس 1990، وأقيمت جميع المباريات على إستاد الصداقة والسلام، وقد انسحب منتخب السعودية لكرة القدم قبل بدء الدورة وذلك لاحتجاجه على تعويذة الدورة، وانسحب منتخب العراق لكرة القدم بعد مباراته مع منتخب الإمارات لكرة القدم، وشطبت جميع نتائجه.
و قد فاز منتخب الكويت لكرة القدم على لقب هذه الدورة، واستطاع الكويتي محمد إبراهيم أن يظفر بلقب هداف الدورة برصيد خمسة أهداف، وحصل الإماراتي ناصر خميس على جائزة أفضل لاعب في الدورة، وتقاسم الحارسان البحريني حمود سلطان والكويتي سمير سعيد جائزة أفضل حارس في الدورة.

## الفرق المشاركة
- الكويت (حامل اللقب، الدولة المستضيفة)
- الإمارات العربية المتحدة
- البحرين
- عمان
- قطر

## المباريات
| الكويت      | 0:1 | البحرين |
| ----------- | --- | ------- |
| وائل سليمان |     |         |

| الإمارات | 1:1 | عمان      |
| -------- | --- | --------- |
| فهد خميس |     | هلال حميد |

| قطر | 0:0 | البحرين |
| --- | --- | ------- |
|     |     |         |

| الكويت      | 1:1 | عمان      |
| ----------- | --- | --------- |
| مؤيد الحداد |     | مطر خليفه |

| قطر | 0:0 | الإمارات |
| --- | --- | -------- |
|     |     |          |

| البحرين | 0:0 | عمان |
| ------- | --- | ---- |
|         |     |      |

| قطر                              | 2:4 | عمان                                |
| -------------------------------- | --- | ----------------------------------- |
| عادل خميس منصور مفتاح محمود صوفي |     | هلال حميد ضربة جزاء الطيب عبد النور |

| البحرين              | 0:1 | الإمارات |
| -------------------- | --- | -------- |
| فياض محمود ضربة جزاء |     |          |

| الكويت                 | 0:2 | قطر |
| ---------------------- | --- | --- |
| راشد بديح محمد إبراهيم |     |     |

| الكويت                                          | 1:6 | الإمارات  |
| ----------------------------------------------- | --- | --------- |
| محمد إبراهيم مؤيد الحداد محمد إبراهيم وليد نصار |     | زهير بخيت |

## المصدر
الموقع الرسمي لكأس الخليج  نسخة محفوظة 29 ديسمبر 2017 على موقع واي باك مشين.